# سیارک ۱۲۲۵۷
سیارک ۱۲۲۵۷ (به انگلیسی: 12257 Lassine، نامگذاری:1989GL4) دوازده هزار و دویست و پنجاه و هفتمین سیارک کشف شده‌است که در ۳ آوریل ۱۹۸۹ کشف شد.
قدر مطلق سیارک برابر ۲۰.۴ است.